# Guernsey (Iowa)
Pour les articles homonymes, voir Guernsey.
Guernsey est une ville du comté de Poweshiek, en Iowa, aux États-Unis. Elle est fondée en 1884 et incorporée le 4 septembre 1906.

## Source de la traduction
- (en) Cet article est partiellement ou en totalité issu de l’article de Wikipédia en anglais intitulé « Guernsey, Iowa » (voir la liste des auteurs).